# Kim (canción)
«Kim» es una canción del rapero estadounidense Eminem que aparece en su álbum de 2000 The Marshall Mathers LP. La canción refleja una intensa ira y odio hacia su entonces esposa Kim Mathers y presenta a Eminem imitando su voz, y termina con él asesinándola y luego metiendo su cuerpo en el maletero de su auto.  
«Kim» fue la primera canción que Eminem grabó para el álbum, poco después de terminar de trabajar en The Slim Shady LP a finales de 1998. Lo escribió, junto con «'97 Bonnie & Clyde» —donde Eminem y su hija van al lago para deshacerse del cadáver de Kim—, cuando él y Kim tenían problemas de relación y Kim le impedía ver a su hija Hailie. A pesar de su controvertido contenido gráfico, a menudo se destaca como una de las canciones más memorables de Eminem.
«Kim» es la tercera canción de Eminem sobre Kim, la primera de las cuales es «Searchin'» de su álbum debut Infinite, y la segunda «'97 Bonnie & Clyde» de los álbumes Slim Shady EP y The Slim Shady LP.
En la versión limpia de The Marshall Mathers LP, esta canción es reemplazada por una versión no explícita de «The Kids» —se puede encontrar una versión sin editar en el CD de «The Way I Am» junto con las ediciones británica y de lujo de The Marshall Mathers LP—.

## Recepción crítica
La reseña de The Marshall Mathers LP de Rolling Stone declaró que:

«Las cosas degeneran desde allí en la montaña de bilis reservada para Kim, la madre de su bebé y la estrella de la fantasía de asesinato en curso más pública del mundo [...] 'Kim' tiene a Eminem gritándole a su ex en una loca corriente de conciencia de odio. Hay poco humor para mitigar el impacto de la animosidad infernal de 'Kim'. Lo que lo hace poderoso es que, por supuesto, él no sólo la odia. Es la canción de amor enfermiza más desgarradora desde 'Used to Love Her' de Guns N' Roses».

Mientras que Entertainment Weekly escribió que:

«'Kim', una precuela de '97 Bonnie and Clyde' es una representación de la violencia doméstica a gritos tan real que estremece... 'Stan' y 'Kim' abren un nuevo terreno significativo para el rap».

En 2001, Robert Christgau le dijo a Rolling Stone que canciones como «Kim» y «Wildflower» de Ghostface Killah emplean contenido sexista de una manera ingeniosa que ofrece una idea de su patología, citándolas como excepciones al habitual «sexismo reflexivo y violento» popularizado por el rap y heavy metal: «[L]a tontería de que 'Kim' abogue por el asesinato de esposas que engañan - qué absurdo, y qué absurdo repugnante por parte de personas que no le dan crédito a Eminem por ser más inteligente que ellos, francamente».
En 2013, Complex clasificó a «Kim» en el puesto 21 en su lista de las 25 canciones de rap más violentas de todos los tiempos y en el 4 en su lista de las 35 canciones de rap más deprimentes.